# Anthostomella alchemillae
Anthostomella alchemillae är en svampart som först beskrevs av A.L. Sm. & Ramsb., och fick sitt nu gällande namn av S.M. Francis 1980. Anthostomella alchemillae ingår i släktet Anthostomella och familjen kolkärnsvampar.   Inga underarter finns listade i Catalogue of Life.